# Uromyces dactylidis
```

```

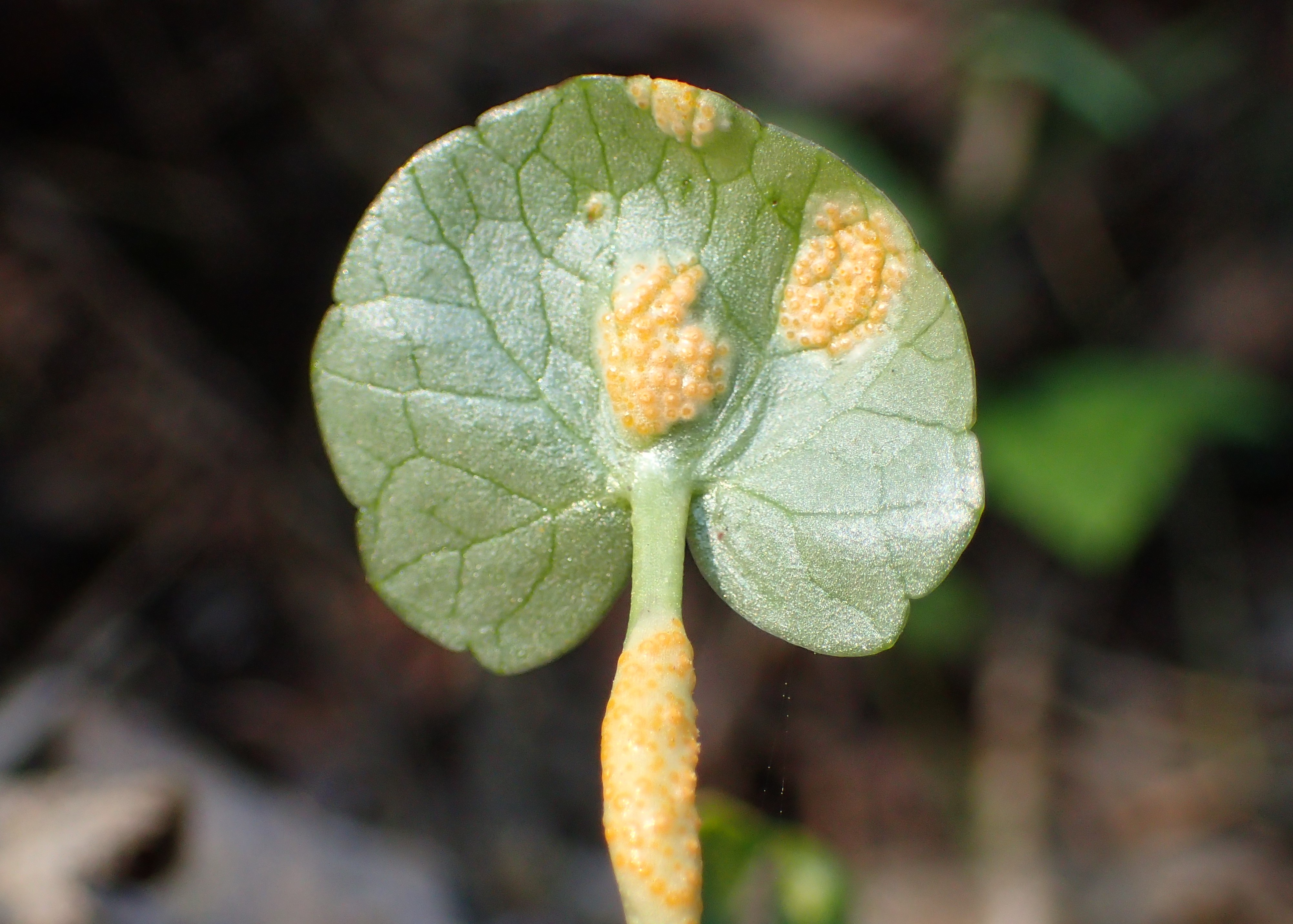
Ecja na liściu ziarnopłonu wiosennego

Uromyces dactylidis G.H. Otth – gatunek grzybów z rodziny rdzowatych (Pucciniaceae). Pasożyt roślin z rodzaju jaskier, grzebienica (Cynosurus) i kupkówka.

## Systematyka i nazewnictwo
Pozycja w klasyfikacji według Index Fungorum: Uromyces, Pucciniaceae, Pucciniales, Incertae sedis, Pucciniomycetes, Pucciniomycotina, Basidiomycota, Fungi.
Synonimów ma ponad 20.

## Morfologia i rozwój
Rdza dwudomowa, tzn. że jej cykl życiowy odbywa się na dwóch żywicielach. Rdza pełnocyklowa, wytwarzająca wszystkie typowe dla rdzowców rodzaje owocników i zarodników. Spermogonia i ecja powstają na jaskrach (żywiciel ecjalny), uredinia i telia na niektórych gatunkach roślin z rodziny wiechlinowatych (żywiciele telialni).
Ecidia powstają głównie na dolnej stronie liści. Żółtobrązowe uredinia mają długość 0,2–2 mm i powstają na górnej powierzchni liści. Brak parafiz. Lśniące telia o długości 0,2–1 mm i barwie od brązowoczarnej do czarnej powstają na dolnej powierzchni liści, pod naskórkiem. Zawierają liczne, brązowe i sklejone parafizy. Początkowo telia powstają od czasu do czasu w starszych skupiskach urediów, później powstają już tylko telia.
Hialinowe i brodawkowane ecjospory mają rozmiar 18–24 × 10–18 μm. Urediniospory są złotobrązowe, jajowate, mają drobne kolce i 7–9 por rostkowych, rozproszonych i wyraźnie widocznych, ponieważ są zamknięte pokrywkami. Zarodniki mierzą 25–30 × 20–24 μm. Teliospory są jednokomórkowe, mają kształt gruszki i gładką powierzchnię. Są wielkości 22–30 × 16–20 mikronów i często mają uderzająco długi trzonek.

## Występowanie
Na półkuli północnej Uromyces dactylidis jest szeroko rozprzestrzeniony. Na półkuli południowej znane jest jego występowanie tylko na Nowej Zelandii.
Żywiciele ecjalni: różne gatunki jaskrów (Ranunculus): Ranunculus aconitifolius, Ranunculus acris, Ranunculus alpestris, Ranunculus amplexicaulis, Ranunculus auricomus,  Ranunculus bulbosus & subsp. aleae, Ranunculus bullatus, Ranunculus carpaticus, Ranunculus cassubicus, Ranunculus flammula, Ranunculus glaber, Ranunculus glacialis, Ranunculus illyricus, Ranunculus lanuginosus, Ranunculus lingua, Ranunculus macrophyllus, Ranunculus montanus, Ranunculus paludosus, Ranunculus platanifolius, Ranunculus polyanthemos & subsp. nemorosus, Ranunculus psilostachys, Ranunculus pyrenaeus & subsp. angustifolius, Ranunculus repens, Ranunculus reptans, Ranunculus sardous, Ranunculus sceleratus.
Żywiciele telialni: niektóre gatunki traw: Cynosurus cristatus, Cynosurus echinatus, Cynosurus elegans, Dactylis glomerata & subps. hispanica + juncinella.
W Polsce notowany na Dactylis glomerata, D. polygama i Ranunculus lanuginosus.